# Assiniboia-Gravelbourg (circonscription saskatchewanaise)
Pour les articles homonymes, voir Assiniboia et Gravelbourg.
Circonscription électorale provinciale du Canada
Assiniboia-Gravelbourg est une circonscription électorale provinciale de la Saskatchewan au Canada. Elle est représentée à l'Assemblée législative de la Saskatchewan de 1975 à 1995.

## Liste des députés
| Parlement                                                            | Années                                                               | Député                                                               | Député                                                               | Parti                                                                |
| Assiniboia-Gravelbourg                                               | Assiniboia-Gravelbourg                                               | Assiniboia-Gravelbourg                                               | Assiniboia-Gravelbourg                                               | Assiniboia-Gravelbourg                                               |
| Nouvelle circonscription issue de Gravelbourg et Assiniboia-Bengough | Nouvelle circonscription issue de Gravelbourg et Assiniboia-Bengough | Nouvelle circonscription issue de Gravelbourg et Assiniboia-Bengough | Nouvelle circonscription issue de Gravelbourg et Assiniboia-Bengough | Nouvelle circonscription issue de Gravelbourg et Assiniboia-Bengough |
| -------------------------------------------------------------------- | -------------------------------------------------------------------- | -------------------------------------------------------------------- | -------------------------------------------------------------------- | -------------------------------------------------------------------- |
| 18e                                                                  | 1975–1978                                                            |                                                                      | Roy Edgar Nelson (en)                                                | Libéral                                                              |
| 19e                                                                  | 1978–1982                                                            |                                                                      | Allen Engel (en)                                                     | Néo-démocrate                                                        |
| 20e                                                                  | 1982–1986                                                            |                                                                      | Allen Engel (en)                                                     | Néo-démocrate                                                        |
| 21e                                                                  | 1986–1988                                                            |                                                                      | Ralph Goodale                                                        | Libéral                                                              |
| 21e                                                                  | 1988-1991                                                            |                                                                      | John Thomas Wolfe (en)                                               | Progressiste-conservateur                                            |
| 22e                                                                  | 1991–1995                                                            |                                                                      | Lewis Draper (en)                                                    | Néo-démocrate                                                        |
| Circonscription fusionnée dans Thunder Creek                         |                                                                      |                                                                      |                                                                      |                                                                      |